# Protapiocera convergens
Protapiocera convergens is een uitgestorven vliegensoort uit de familie Mydidae. De wetenschappelijke naam van de soort is voor het eerst geldig gepubliceerd in 2007 door Zhang, Yang en Ren.